# Benjamin Paul Blood
Benjamin Paul Blood (* 21. November 1832 in Amsterdam, New York; † 15. Januar 1919) war ein US-amerikanischer Philosoph, Dichter und Schriftsteller, der einige philosophisch geprägte Bücher verfasste.

## Leben
Benjamin Paul Blood, Sohn des Landbesitzers John Blood und dessen Ehefrau Mary Blood, verfasste 1854 mit The bride of the iconoclast. A poem sein erstes Werk. Diesem folgte 1860 mit Optimism. The lesson of ages. A compendium of democratic theology, designed to illustrate necessities whereby all things are as they are, and to reconcile the discontents of men with the perfect love and power of ever-present God, in dem er sich religionsphilosophisch mit der Gerechtigkeit und Rechtfertigung Gottes befasste. Dieses Kompendium demokratischer Theologie entwarf er ausweislich des Untertitels, „um Notwendigkeiten zu veranschaulichen, bei denen alle Dinge so sind, wie sie sind, und um die Unzufriedenheit der Menschen mit der vollkommenen Liebe und Kraft des immer gegenwärtigen Gottes zu versöhnen“. 1868 erschien mit The colonnades. A poem ein weiterer Gedichtband, dem 1874 The anaesthetic revelation and the gist of philosophy folgte, in dem er die nach einer Zahnoperation die anästhetische Wirkung von Distickstoffmonoxid auf seine Bewusstseins- und Gedankenerweiterung darstellte.
1920 erschien posthum Pluriverse. An essay in the philosophy of pluralism, ein Essay über den Pluralismus, mit einer Einführung von Horace Kallen. Blood, der langjährige Freundschaften zu James Hutchison Stirling, Alfred Tennyson und William James pflegte, wurde nach seinem Tode auf dem Green Hill Cemetery in seiner Geburtsstadt Amsterdam beigesetzt.

## Veröffentlichungen
- The bride of the iconoclast. A poem, 1854
- Optimism. The lesson of ages. A compendium of democratic theology, designed to illustrate necessities whereby all things are as they are, and to reconcile the discontents of men with the perfect love and power of ever-present God, 1860
- The colonnades. A poem, 1868
- The anaesthetic revelation and the gist of philosophy, 1874
- Pluriverse. An essay in the philosophy of pluralism, 1920